# Ablabesmyia johannseni
Ablabesmyia johannseni är en tvåvingeart som först beskrevs av Roback 1959.  Ablabesmyia johannseni ingår i släktet Ablabesmyia och familjen fjädermyggor.
Artens utbredningsområde är Illinois. Inga underarter finns listade i Catalogue of Life.